# Съдба на куртизанка
„Съдба на куртизанка“ (на английски: Dangerous Beauty) е американска биографична романтична драма от 1998 г. на режисьора Маршал Херсковиц, по сценарий на Джанийн Домини и е адаптация на книгата The Honest Courtesan на Маргарет Розънтал. Във филма участват Катрин Маккормак, Руфъс Сюъл, Оливър Плат, Мойра Кели, Фред Уорд и Жаклин Бисет.